# Príncipe Phetsarath Ratanavongsa

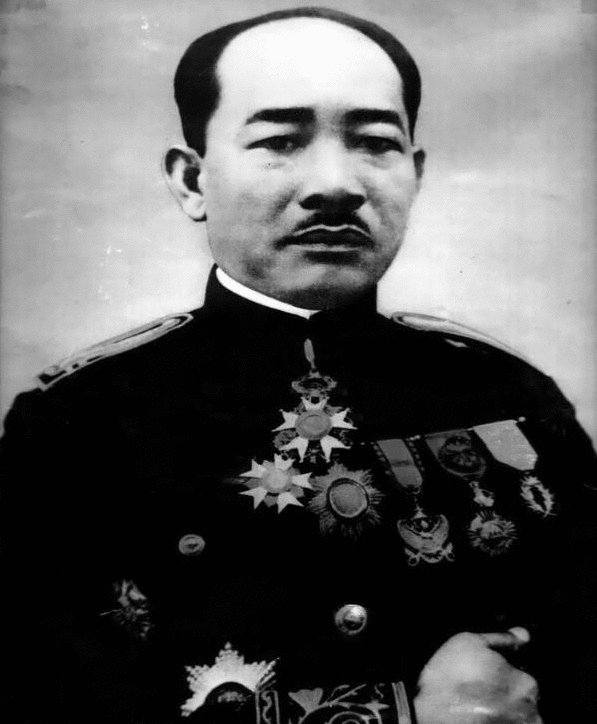

Príncipe Phetsarath Ratanavongsa, nasceu a 19 de janeiro de 1890 em Luang Prabang, Laos, e faleceu na capital (Vientiane) do mesmo país, em 1959, líder político, nacionalista que é considerado o fundador da independência de Laos.